# 小室町 (船橋市)
小室町（こむろちょう）は、千葉県船橋市の町丁名のひとつ。地元では単に小室と呼ばれ、北総鉄道北総線の駅名や国土地理院の三角点も「小室」としている。
氷河期の終わりごろ、旧石器時代の3万4000年前から現代に続く各時代の歴史がある。船橋市域で初めて前方後円墳や大刀が出土した「小室台遺跡」をはじめ、遺跡は町内だけで7か所を数える。鎌倉、室町時代から続く旧家6軒や民話が残る一方、現代の顔も合わせ持ち、千葉ニュータウンで最初に街びらき式典が営まれた。今では船橋、白井、印西3市に広がる千葉ニュータウン「ここに始まる」土地でもある。
2023年（令和5年）11月現在、船橋市の総人口、総世帯数の各1%にあたる6787人、3350世帯が居住している。
町内には公園や緑地計13か所が計画配置され、自然環境に恵まれた東京近郊のベッドタウンとして人気が高い。就業世帯の大半が都内方面へ通勤している。郵便番号270-1471。

## 地理

### 立地と総面積
小室町は船橋市域の北端にあり、東京湾最奥部の船橋三番瀬から北東方向へ16.5㎞内陸部の北総台地に位置する。総面積1.961km2は東京ドーム敷地の42個分に相当する。
町内を東西方向に北総鉄道北総線が横断し、その北側の台地上一帯に新しい住宅街、台地の東縁下に鎌倉時代から続く住宅地がある。台地下から神崎川堰堤までの間の平地は、江戸時代から現代まで農耕地に利用されている。
北総線の南側は未開発の雑木林と果樹園、東京電力新京葉変電所などの事業用地になっている。

#### くさび型の市域、町域
船橋市は、東京湾の最奥部の海岸線を底辺として房総半島の付け根にくさび型に市域が広がり、その先端部の小室町もくさび型に白井市に接している。

### 河川と管理者
白井市との境界に一級河川利根川水系（印旛水系）の神崎川と支流の二重川が流れ、古代から農耕に利用されてきた。神崎川、二重川とも一級河川に指定され、神崎川は千葉県印旛土木事務所、二重川は葛南土木事務所が管理している。
小室公園東側に日月川があり、神崎川へ流入している。小規模のコンクリート護岸で築堤された現在では、用水路と化している。

### 船橋市の新たな北端
小室町の西側を北流する二重川と東側を南流する神崎川の逆V字型の先端・合流点はかつて船橋市の北端だった。洪水防止などを目的とする河川改修（流路改善）に伴い、船橋、白井両市間で土地面積の等価交換が行われた。この結果、厳密な北端はやや船橋市側の農地に移った。
それまで両市の境界線は川筋に沿って緩やかな曲線を描いていたが、面積を計算しやすいマス目で区切って等価交換された結果、線形が階段状になり、その最先端が船橋市の新たな北端になった。

### 三等三角点「小室」
江戸時代から村の鎮守と親しまれている八幡神社の境内に国土地理院の三等三角点「小室」が設置されている。標高20.4m。電子基準点となっていて、国土地理院によると1974年（昭和49年）以降、正常に観測されている。
小室三角点の座標は北緯35度47分18.45秒、東経140度4分49.36秒（十進法N35.788459、E140.080377）。基準点コードはTR35340504601。

### 隣接する大字・町
- 船橋市
  - 小野田町
  - 大神保町
- 白井市
  - 神々廻
  - 清戸
  - 復
  - 白井

## 地価と将来の変動要因

### 地価公示標準地
国土交通省の地価公示地点は町内に1か所、小室町3237番地（小室駅から650m地点の住宅地）にあり、標準地番号「船橋33番」。地価は2023年（令和5年）1月1日現在、6万4600円/m2。

### 将来の変動要因
千葉県が事業主体となっている北千葉道路（国道464号バイパス）整備事業で、小室駅西側を北西〜南東方向へ通る国道16号と北総鉄道北総線に沿って東西方向に走る国道464号の交点に船橋小室ランプ（仮称）が計画されている。

## 歴史

### 旧石器時代
約3万4000年前、まだ氷河期の終わりごろ、ナウマン象などを追って小室台地に現れた旧石器時代の人たちが狩猟採集など使う石刃などの石器類を多数残した。ナウマンゾウは1万5000年くらい前に絶えたとされ、東京都中央区日本橋の日本銀行本店敷地や千葉県印旛郡印旛村（現・印西市）などで化石が発掘されている。

### 縄文時代
小室台遺跡から出した竪穴建物などから、少なくとも3つの時期に縄文人が暮らしていたことが分かっている。
- 縄文早期前葉（約1万1000年前）
- 縄文中期末から後期前葉（約4500〜4000年前）
- 縄文後期中葉から後葉（約3500年前）

#### バイオリン型土偶の出土
小室上台遺跡（本覚寺本堂境内）から、約9000年前の縄文人が女性の胴の形をイメージして造形した「バイオリン型土偶」が出土した。高さ2.0センチメートル、最大幅1.8センチメートル、厚さ0.7センチメートル、重さ2.49グラム。東京国立博物館が2018年（平成30年）8月に開催した特別展「縄文 - 1万年の美の鼓動」では、滋賀県・相谷熊原遺跡出土のバイオリン型土偶（縄文草創期、高さ3.1センチメートル）とともに「はじまりの土偶」コーナーに展示された。
同年秋には、外務省などがフランス・パリ市で開催した日仏友好160年記念展「ジャポニズ2018」の「縄文 - 日本における美の誕生」特別展でも展示されている。

### 古墳時代
小室の権力者が小室台地東端に前方後円墳1基、円墳2基からなる小室台古墳群を築いた。船橋市域では唯一の前方後円墳。竪穴建物跡は約100軒出土した。

#### 鎌倉時代
1331年（元徳3年）、当時の支配者千葉胤貞（たねさだ）が日蓮宗法華寺三世日祐（にちゆう）に小室村の一部約2町5反歩（約2万4700m2）を寄進したことが法華経寺文書「譲状」に記されており、「下総国臼井庄古牟呂（こむろ）村」の地名が出ている。鎌倉時代に「こむろ」の地名や集落がすでに知られていたことを示し、江戸時代の古図では現代と同じ表記の「小室」になっている。

#### 室町時代
小室村を舞台にした民話「力持ち平右衛門」6編が今に伝わる。主人公の高橋家は代を重ねて現代に至る旧家。

#### 江戸時代
徳川幕府は小室村を東西二分し、それぞれ旗本の知行地とした。東方は旗本家、西方は朝岡家の領地となり、幕末まで続く。

### 遺跡

#### 白井先遺跡
- A地点 縄文早期、中期
- B地点 古墳後期
- C地点 古墳後期
- D地点 古墳中期、後期

#### 名木遺跡
- 古墳〜平安

#### 小室台遺跡
- 旧石器〜江戸

#### 小室上台遺跡
- 縄文早期、前期、中期、後期、弥生後期、古墳後期

#### 池谷津遺跡
- 縄文後期、晩期

#### 向塚遺跡
- 中近世

#### 請野遺跡
- 縄文後期

## 世帯数と人口
2020年（令和2年）4月1日現在、船橋市住民基本台帳による世帯数と人口は以下の通りである。
2017年（平成27年）11月、小室駅北東一帯を対象とする船橋市小室土地区画整理事業が完成し、数百戸規模の大型宅地開発の進展に伴い、世帯数、人口とともに増加傾向へ反転した。船橋市の総世帯数、人口は2020年（令和2年）4月1日現在、30万7169世帯、64万3971人で、船橋市域全体の1%が小室町住民となる。とくに子育て世代の増加が著しい。
| 町丁   | 世帯数   | 人口   |
| ------ | -------- | ------ |
| 小室町 | 3088世帯 | 6483人 |

## 小・中学校の学区
小室町内の公立小中学校は船橋市立各1校で、学区は小室町全域。2014年（平成26年）、船橋市内初の小中一貫教育実験校に指定された（5年間）。
| 番地 | 小学校             | 中学校             |
| ---- | ------------------ | ------------------ |
| 全域 | 船橋市立小室小学校 | 船橋市立小室中学校 |

## 施設

### 公共
- 船橋市小室センター
- 船橋小室連絡所
- 船橋市小室公民館
- 船橋市小室児童ホーム
- 船橋市小室老人憩の家
- 船橋小室駅前郵便局

### 教育・保育
- 船橋市立小室小学校
- 船橋市立小室中学校
- 船橋市立小室保育園

### 警察・消防
- 千葉県警察船橋東警察署小室駅前交番
- 船橋市消防局北消防署小室出張所

### 社会基盤
- 東京電力新京葉変電所（船橋市小野田町域を含む）
- 小室調節池（船橋市下水道施設課）

### 公園・緑地
- 小室公園
- 小室公園野球場
- 小室南公園
- 小室北公園
- 小室西公園
- 小室こぶし公園
- 小室はなみずき公園
- 小室緑地
- 小室1号緑地
- 小室2号緑地
- 小室3号緑地
- 小室4号緑地
- 小室5号緑地
- 小室6号緑地

### 寺社
- 立法山本覚寺
- 八幡神社
- 駒形神社
- 萬徳院釈迦寺

## 交通

### 鉄道
- 北総鉄道北総線小室駅がある。小室駅は船橋北部唯一の鉄道アクセスで、1979年（昭和54年）3月に開業した。当初の区間は小室〜北初富駅で、北初富駅から新京成線で松戸駅へ相互乗り入れしていた。1991年（平成3年）3月、北初富〜京成本線高砂駅間が開通し、小室から都心へ直結するとともに、松戸駅への相互乗り入れは翌1992年（平成4年）7月に廃止された。
- 小室駅は成田国際空港と羽田空港を直結する鉄道アクセス駅のひとつ。 京急、都営地下鉄、京成、成田スカイアクセス線が相互乗り入れしている。

### バス
- 新京成バスが小室駅前から船07系統を船橋駅北口まで、小室01系統を北習志野駅まで運行している。

### 道路
- 国道
  - 国道16号
  - 国道464号
- 都道府県道
  - 千葉県道189号千葉ニュータウン北環状線
  - 千葉県道193号小室停車場復線